# Echobelly
Echobelly ist eine britisch-schwedische Indie-Band. Sie erlangten große Bekanntheit, nachdem sie von Sänger Morrissey als Vorgruppe auf seine Tour mitgenommen wurden. Ihren Höhepunkt erlebte die Band während des Britpop-Hypes Mitte der 1990er Jahre.
Nach der Veröffentlichung des zweiten Albums wurde Keyser durch James Harris ersetzt.

## Diskografie
Alben
- Everyone’s Got One (1994; Fauve Records, Rhythm King Records)
- On (1995; Rhythm King Records)
- Lustra (1997; Epic)
- People Are Expensive (2001; Fry Up)
- Gravity Pulls (2004; Takeout Records)
- I Can’t Imagine the World Without Me (2008; Sony BMG Music Entertainment), Best Of
- Anarchy and Alchemy (2017)

Singles
- Insomniac (1994)
- I Can’t Imagine the World Without Me (1994)
- Close (1994)
- Great Things (1995)
- King of the Kerb (1995)
- Dark Therapy (1996)
- The World Is Flat (1997)
- Here Comes the Big Rush (1997)